# Elephantomyia (Elephantomyia) meridionalis
Elephantomyia (Elephantomyia) meridionalis is een tweevleugelige uit de familie steltmuggen (Limoniidae). De soort komt voor in het Neotropisch gebied.